# Ruacana
Ruacana est une petite ville de la région d'Omusati, au Nord de la Namibie
Elle est connue pour les Chutes de Ruacana, une des plus grandes chutes d'Afrique, 
Le 22 août 1988, un accord de paix internationale est signé, mettant fin à la « Guerre de la frontière sud-africaine »